# El Paso, Teksas
El Paso je mesto in središče Okrožja El Paso, Teksas, ZDA, ter del  Ameriškega Jugozahoda. Po oceni Statističnega urada ZDA iz leta 2006 je imelo 606.913 prebivalcev. Je šesto največje mesto v Teksasu in dvaindvajseto največje v ZDA. Njegova velemestna površina pokriva celotno Okrožje El Paso in ima 736.310 prebivalcev.